# 兴城大道站
兴城大道站位于中华人民共和国四川省成都市新都区斑竹园街道万石路与兴城大道交叉口，是成都地铁27号线的地铁车站，于2024年12月19日启用。

## 车站概要
兴城大道站位于新都区斑竹园街道万石路兴城大道路口北侧路东，沿万石路南北向设置。本站在规划阶段曾用名“踏水站”。

## 车站结构
兴城大道站为地上三层高架12米宽岛式站台车站，全长120米，宽19.8米，总建筑面积7878平方米。预留与S1线L型通道换乘条件。
| 地上 三层 |                                   | 27号线列车往石佛方向 （慈义） |  |
| 地上 三层 | 岛式站台，左边车门将会开启        |                               |  |
| 地上 三层 | 27号线列车往蜀鑫路方向 （旃檀寺） |                               |  |
| 地上 二层 | 站厅层                            | 安检、自动售票机、车站商店    |  |
| 地面      | 架空层                            | 出入口                        |  |

## 出入口
本站目前开放4个出入口。
|              |                         |                                    |      |
| 出口编号     | 设施                    | 出口指示                           | 照片 |
|              | 无障碍电梯              | 金凤凰大道新都段、礼仪路、明辨路   |      |
| 出口 · A · 2 |                         | 金凤凰大道新都段、礼仪路、兴城大道 |      |
| 出口 · B     | 无障碍电梯 无障碍卫生间 | 金凤凰大道新都段、兴城大道         |      |
| 出口 · C     |                         | 金凤凰大道新都段                   |      |